# King Power Stadium
Het King Power Stadium (eerder: Walkers Stadium) is een voetbalstadion in de Engelse stad Leicester. In het stadion speelt voetbalclub Leicester City FC zijn thuiswedstrijden. Het stadion heeft 32.500 plaatsen, alle overdekte zitplaatsen.

## Geschiedenis
In de tweede helft van de jaren negentig begon Leicester City uit zijn oude stadion, Filbert Street, te groeien. Ongeveer 200 meter ten zuiden van het oude stadion werd in 2002 een nieuw stadion gebouwd. De naamrechten van het stadion werden gekocht door voormalig Leicester City-shirtsponsor Walkers, de merknaam waaronder in Engeland Lay's chips worden verkocht.
Mede door de degradatie uit de Premier League werd Leicester City in 2004 insolvent. Als onderdeel van de afspraak die de club weer levensvatbaar moest maken, werd het stadion eigendom van Teacher's Insurance, een verzekeringsmaatschappij die £ 28 miljoen in het stadion had geïnvesteerd. In 2010 werd Leicester, inclusief het stadion, eigendom van  Thaise bedrijf King Power, dat de naam van het stadion een jaar later hernoemde naar King Power Stadium.
In het seizoen 2015/16 kroonde Leicester City zich tot ieders verrassing voor het eerst in de clubhistorie tot kampioen van de Premier League. Op 7 mei 2016 mocht het - na een gelijkspel van naaste belager Tottenham Hotspur een paar dagen eerder - als kampioen aantreden in het King Power Stadium tegen Everton (3-1 winst).
Op 27 oktober 2018 kwam eigenaar Vichai Srivaddhanaprabha om het leven toen zijn AgustaWestland AW169-helikopter kort na het opstijgen van het veld crashte in de buurt van het stadion.